# Termen
Termen es una comuna suiza del cantón del Valais, ubicada en el distrito de Brig. Limita al norte con la comuna de Mörel-Filet, al este con Grengiols y Bister, al sur con Ried-Brig, y al oeste con Brig-Glis, Naters, Bitsch y Riederalp.